# スーパー抗原

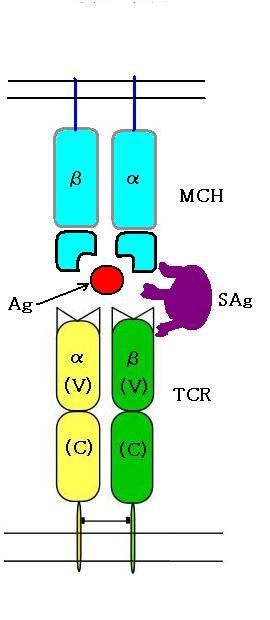
スーパー抗原（SAg）はTCRやMHCに関係なく両者を結び付ける。

MHCクラスII分子

スーパー抗原（英：Superantigens）（略称：SAg）はT細胞を非特異的に多数活性化させ、多量のサイトカインを放出させる抗原である。スーパー抗原は病原性の微生物（細菌の他、ウイルスやマイコプラズマも含む）によって産生され、微生物側にとって免疫系に対する防御として働く。
通常の抗体に反応するT細胞の割合は全体の0.001～0.0001%に過ぎないが、スーパー抗原は最大20%ものT細胞を活性化する。
さらに言うと、CD3やCD28に対する抗体は強力なスーパー抗原として働き100%のT細胞を活性化しうる。
不特定多数のT細胞が活性化されてしまうと、スーパー抗原のエピトープを認識する特定の免疫反応にとどまらない強力な免疫反応が起きてしまうので、特定の抗原に高い特異性を示す適応免疫の仕組みを根底から打ち崩してしまう。
さらに深刻なことに、多くのT細胞が活性化されるとその分多くのサイトカインが放出される。こうしたサイトカインの中で病態に大きく影響を及ぼすのはTNF-αである。
TNF-αは、炎症反応において特に重要な役割を担っており、通常の状況下では局所的に分泌され病原体を排除するのに役立っている。
しかしながら、TNF-αが大量に分泌され全身に広がると、ショックや多臓器不全のような命にかかわるような症状引き起こす。

## スーパー抗原の種類
細菌が外毒素として産生するスーパー抗原の場合、T細胞の強力な活性化を防いでいる
。
最も典型的なスーパー抗原を作り出す細菌は、黄色ブドウ球菌と化膿レンサ球菌である。
これらの細菌は20種類以上の異なるスーパー抗原を産生する。
スーパー抗原をコードする遺伝子はそのほとんどがプラスミドや病原遺伝子群の移動性の細菌遺伝子の比較的近くに位置している。スーパー抗原を産生する細菌の大部分でエンテロトキシンの遺伝子群として知られているオペロンがよくみられる。

## 構造

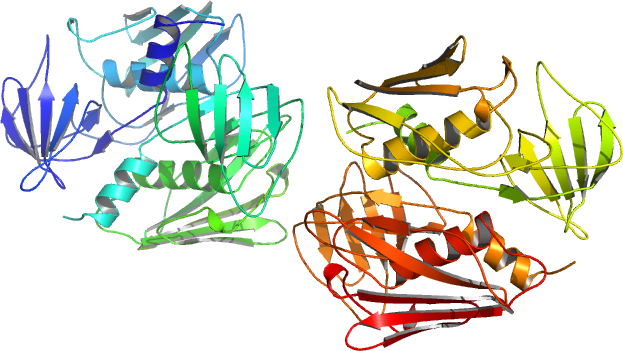
スーパー抗原の一種TSST-1の構造。二量体を形成している。

スーパー抗原は細菌の細胞内で作られ、感染に際し成熟した毒素として細胞外に放出される。
アミノ酸配列は異なるサブグループの間でも比較的よく保存されており、それ以上に立体構造は異なる毒素同士でもよく似ておりよく似た作用を示す。
その構造は結晶解析によると、小型で楕円形をした2つのドメインによる折りたたみパターンが特徴的なタンパク質で、N末端側にOB-fold(oligonucleotide/oligosaccharide-binding fold)と呼ばれるβバレルのドメインがあり、中心の対角線上にαヘリックスによる構造がある。
2つのドメインはそれぞれ主要組織適合遺伝子複合体分子クラスII分子（MHC II）とT細胞受容体（TCR）に結合するものである。

## 結合様式
スーパー抗原はまず、MHCクラスIIに結合した後、特異的なβバレルのモチーフを利用してT細胞受容体に結合する。

### MHC クラス II
スーパー抗原はMHCクラスII分子のHLA-DQ（α鎖）によく結合でき、そこに結合するとTCRに適合できるような配置をとることができる。
あるいは、少数だが多様性をもつMHCクラスII分子のβ鎖に結合するものもあるが、これはスーパー抗原側の3つのアミノ酸残基と比較的保存されているHLA-DR領域（β鎖）との間で亜鉛イオンを介した結合ができることによる 。
このような亜鉛イオンを介した結合はより強い結合を生み出しているのである。
ブドウ球菌が作るいくつかのスーパー抗原はMHCのα鎖とβ鎖の両方に結合し架橋を作ることが知られている 。
この架橋により抗原提示細胞（APC）は、T細胞に結合し活性化するような刺激分子のようなサイトカインの発現や分泌を高める。

### T細胞受容体
スーパー抗原のうちT細胞と結合する領域はT細胞受容体のβ鎖と相互作用を起こす。
1種類のスーパー抗原でかなりの数のT細胞を活性化できるが、これはスーパー抗原が結合するTCRのβ鎖にあるV断片が約50種類しかなく、また一部のスーパー抗原が多数のV断片に結合できることによる。
こうした、V断片との結合様式は異なる種類のスーパー抗原の間で多少の差が認められる。 
TCRの領域は個々人で差があるので、ある特定のスーパー抗原に対し、一部の人だけがより強く反応するというようなことが起きる。グループIに分類されるスーパー抗原はTCRのうち第二超可変領域（CDR2）のVβ領域や骨格となっている領域と接触する。 
グループIIのスーパー抗原は立体配座に依存したやり方でVβ領域と相互作用を示す。こうした相互作用は大部分がVβのアミノ酸側鎖に依存している。グループIVのスーパー抗原は特定のVβにおける3つの超可変領域全てと噛み合っていることが示されている。 この噛み合い部分は小さなドメインと大きなドメインの間にある裂け目に当たっており、TCRとMHCの間のくさびのようになっている。これにより、本来抗原となるべきペプチドはTCRから離され、通常のT細胞の活性化を妨害している。
スーパー抗原の生物学的強度すなわち、T細胞の活性化能力はT細胞受容体（TCR）に対する親和性で規定され、最も親和性の高いものは、最も強い反応を生じさせる。今のところ最も強力なスーパー抗原はSPMEZ-2である。

## T細胞におけるシグナル伝達
MHC分子とTCRがスーパー抗原により架橋されるとT細胞の増殖やサイトカインの産生を導くようなシグナル経路が誘導される。しかしここでの活性化では、T細胞はZap-70を低いレベルでしか発現しておらず、通常のT細胞の活性化回路が弱められているとされる。
想定されているところによると、チロシンキナーゼによりLckよりもFynが活性化され、それにより順応的にアネルギーが誘導されるという。
プロテインキナーゼCとチロシンキナーゼの両方の経路が活性化されるので、炎症性サイトカインの産生が亢進される。
この本来からはずれたシグナル伝達は、カルシウム/カルシニューリン経路とRas/MAPキナーゼ経路を多少弱めるが、集中的な炎症反応を誘導する。

## 直接的作用
スーパー抗原が膨大な数のT細胞の抗原受容体に結合することで、サイトカイン産生を亢進させる一方で、その後は、このようにして不用意に活性化されたT細胞がアポトーシスを起こして速やかに消失することで免疫抑制を招いてしまう。
まず、スーパー抗原による刺激が抗原提示細胞やT細胞の反応（主にTh1ヘルパーT細胞中心の炎症反応）を誘導する。この過程における主要な産物としてはIL-1、IL-2、IL-6の他、TNF-α、IFN-γ、マクロファージ炎症性タンパク質（MIP-1αとMIP-1β）、単球遊走因子（MCP-1）がある。
このような無秩序なサイトカイン、特にTNF-αの放出は「サイトカイン放出症候群（サイトカインストーム、Cytokine storms）」と呼ばれるが、これは全身に過剰な負担をかけるとともに発疹や発熱を生じ、最悪の場合には多臓器不全や昏睡、死にいたる。スーパー抗原に長時間暴露されるとIL-10の産出を招き、活性化されたT細胞の欠如やアネルギーが起こって感染症につながる。というのも、IL-10はIL-2やMHCクラスII分子や抗原提示細胞の表面にある共刺激分子の産生を抑えるからである。こうした影響下では、抗原刺激に反応できないような記憶細胞しか生まれない。
このような免疫細胞の不活性化を可能にするメカニズムの1つとしてIL-10のようなサイトカインを介したT細胞の抑制があるのだが、その他にも、MHC分子の架橋が造血系を抑制するようなシグナルを活性化し、Fasを介したアポトーシスを引き起こすというものもある。IFN-αもスーパー抗原に対する長期間の暴露により生じる産物である。これは自己免疫に関わっているサイトカインであって、川崎病のような自己免疫疾患はスーパー抗原で引き起こされることが知られている。
スーパー抗原でT細胞が活性化されるとCD40リガンドの産生が誘導され、IgMやIgGやIgEへのイソタイプスイッチ（クラススイッチ）が活性化される。
要約するに、T細胞はスーパー抗原で活性化されると過剰なサイトカインが分泌され、負のフィードバックの結果としてT細胞の抑制と欠失が起きる。微生物の毒素やスーパー抗原は組織や臓器に傷害を与えるという毒素性ショック症候群を引き起こす。最初の炎症を切り抜けた場合には、もとの細胞はアネルギーや欠失を起こし深刻な免疫不全に陥る。

## スーパー抗原に関する病気
- 毒素性ショック症候群
- 川崎病
- アトピー性皮膚炎
- 滴状乾癬
- 関節リウマチ
- 糖尿病
- 猩紅熱[8]